# Skäggdopping
Skäggdopping (Podiceps cristatus) är en vattenlevande fågel som tillhör familjen doppingar. Arten häckar över stora delar av Europa och Centralasien. Den häckar även lokalt i utspridda kolonier i Afrika, samt i Australien och på Nya Zeeland. Merparten är flyttfåglar, men de flesta är kortflyttande.
Den häckar ofta i kolonier, i stora vassrika sjöar och vegetationsrika havsvikar i bräckt vatten. Den övervintrar utmed kusten, i isfria större sjöar, dammar och floder. Namnet har skäggdoppingen fått på grund av det svarta och rödbruna fjäderkrås den adulta fågeln har på huvudet i sommardräkt. Den är en av de större arterna bland doppingarna. I övrigt är den långhalsad och slank med lång smal näbb. 
Som alla doppingar är skäggdoppingen en god simmare, en snabb dykare och reagerar på fara genom att dyka, snarare än att flyga sin väg. Fötterna är placerade långt bak på kroppen, nära stjärten, vilket gör den klumpig på land. Den lever främst av småfisk som den fångar genom att dyka. Den sväljer även egna fjädrar, förmodligen för att skydda matsmältningssystemet. I början av häckningssäsongen genomför paret ett iögonfallande spel. Boet är oftast en flytande plattform av vass och andra vattenväxter. Den lägger i genomsnitt 3–5 ägg som båda föräldrarna ruvar och den lägger ofta två kullar per häckningssäsong. 
Skäggdoppingen kategoriseras av IUCN som livskraftig.

## Utseende och läte

### Utseende

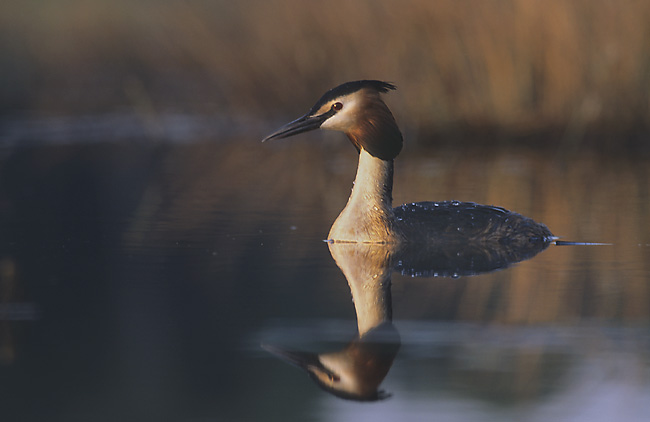
Adult i sommardräkt.

Skäggdoppingen är slank och har en lång kropp med lång hals som den antingen håller rakt upp eller lutar bakåt så att den bildar en svag S-kurva. Ibland sänker den huvudet än längre bak och vilar det på mitten av ryggen. Skäggdoppingen är den största doppingen i sitt utbredningsområde. Den är 46–51 centimeter lång, har ett vingspann på 59–73 centimeter och väger 600–1 500 gram, vanligtvis runt 1 100 gram. I flykten ser fågeln slank och ranglig ut. Den flyger med snabba, svirrande vingslag och dess stora, mörka fötter sticker ut baktill. Den har en lång, smal och rakt dolkliknande näbb, mörkröd iris och grå tarser. Könen är lika.
På sommaren är den adulta skäggdoppingen omisskännlig med sina svarta tofsar som sticker upp på huvudet och med en brunröd, svartkantad halskrage, som omsluter övre delen av halsen. Dessa huvudplymer gör att skäggdoppingen ser ut att ha ett mycket större huvud än vad den faktiskt har. När fågeln blir oroad, fäller den in plymerna. Kinden är vit, den har ett svart tygelstreck och mellan den svarta pannan och näbbroten är den ljust gul. Framsidan på halsen, bröstet, magen och undergumpen är vit. Nacken, baksidan av halsen, ryggen och övergumpen är mörkt svartbruna. Kroppssidorna är ljust gråbeigea.
På vintern ter den sig ljusare än på sommaren trots att den enda skillnaden i fjäderdräkt är att den saknar sina huvudplymer och att näbben är ljusare. En simmande skäggdopping har om vintern en mycket spetsig, toppig huvudprofil. I flykten skiljer man den från exempelvis gråhakedopping genom att den är ljusare, har vitt över ögat, svart tygelstreck och har ett vitt längsgående band på vingens övre sida närmast kroppen.
Skäggdoppingen har, precis som andra doppingar mycket tät fjäderdräkt, speciellt på buken. Skäggdoppingen har 20 000 fjädrar i förhållande till örnar som har runt 7 000. Doppingarna har även flikar mellan tårna istället för simhud.

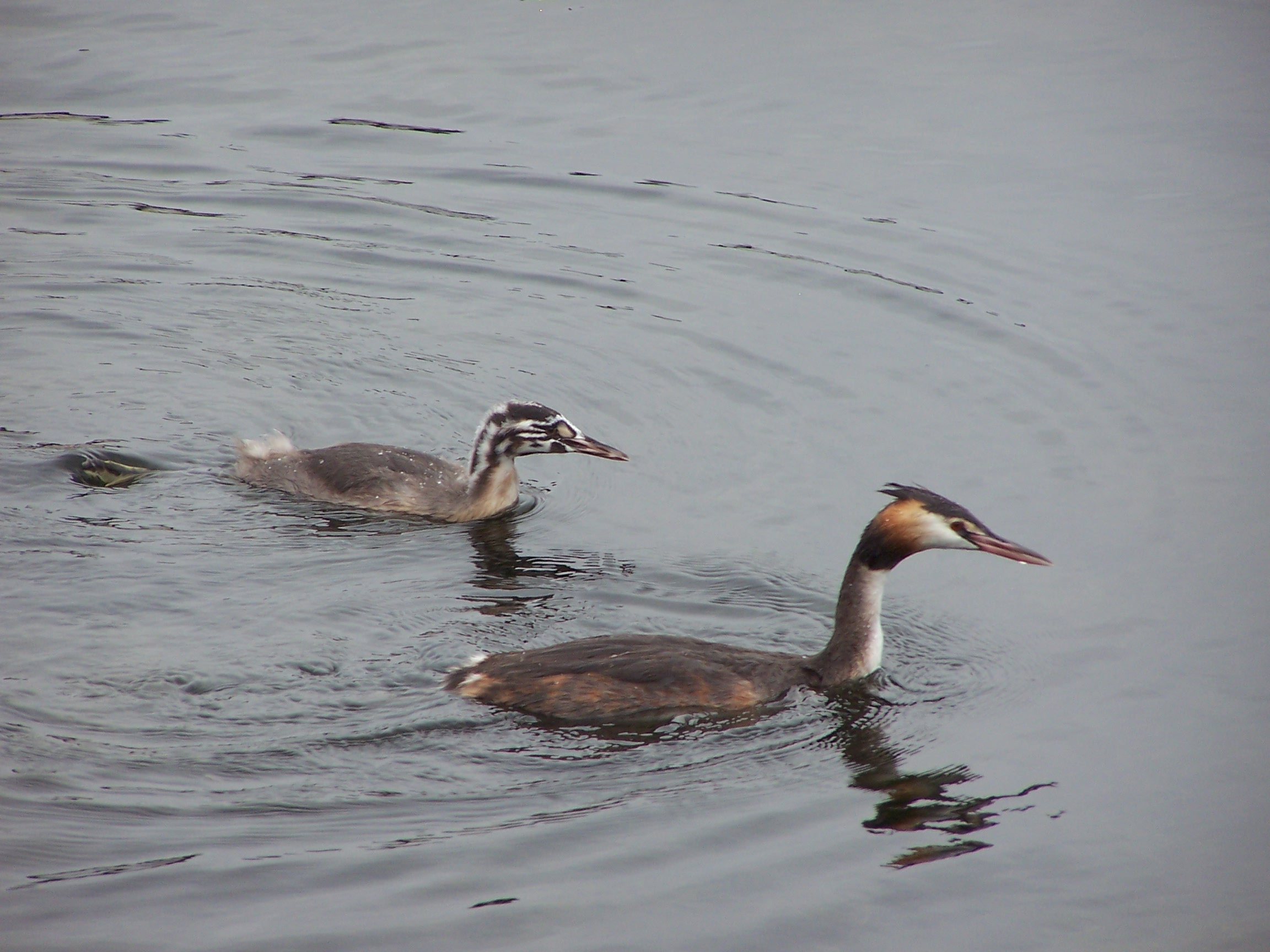
Adult tillsammans med juvenil.
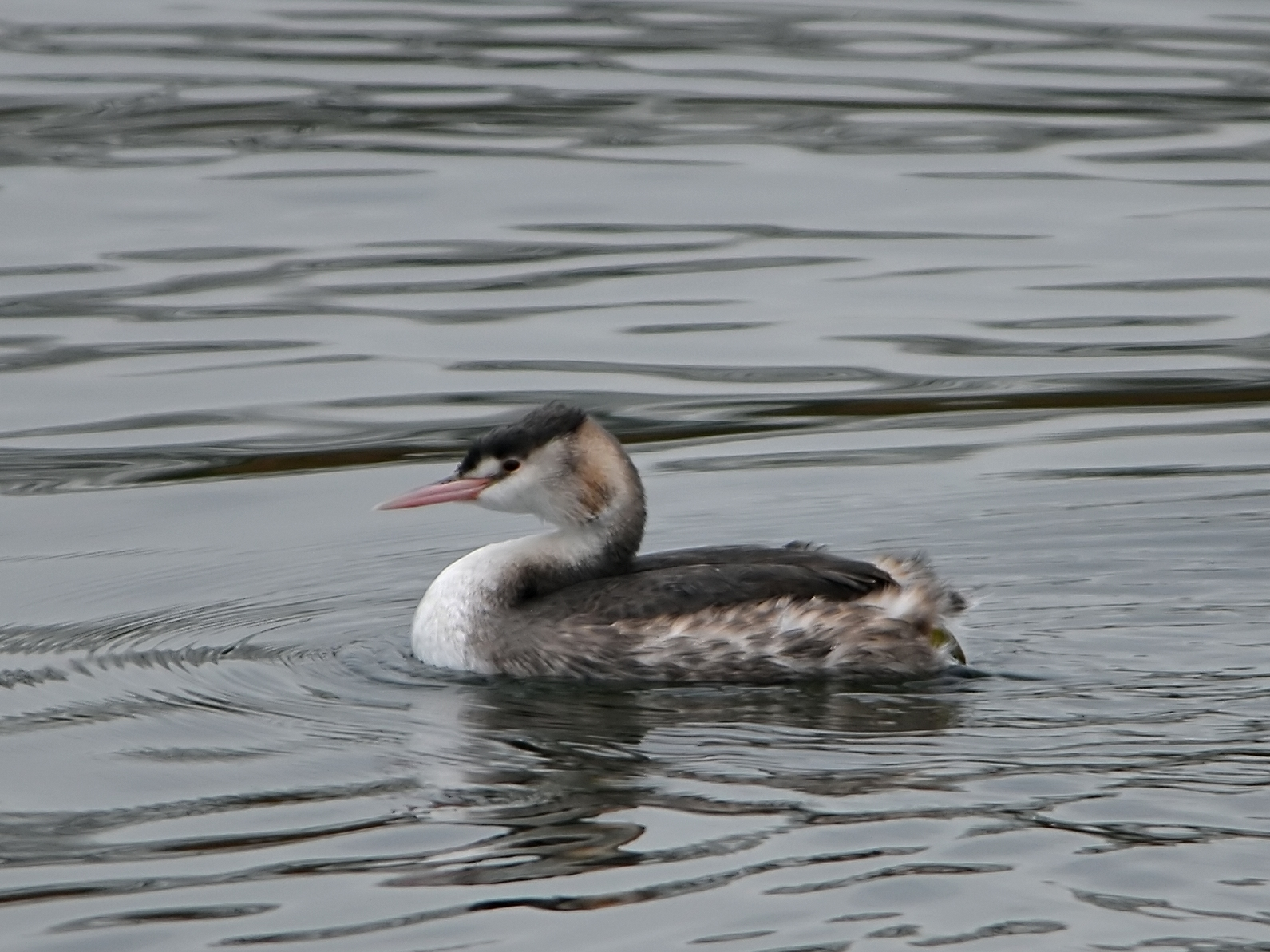
Adult i vinterdräkt.
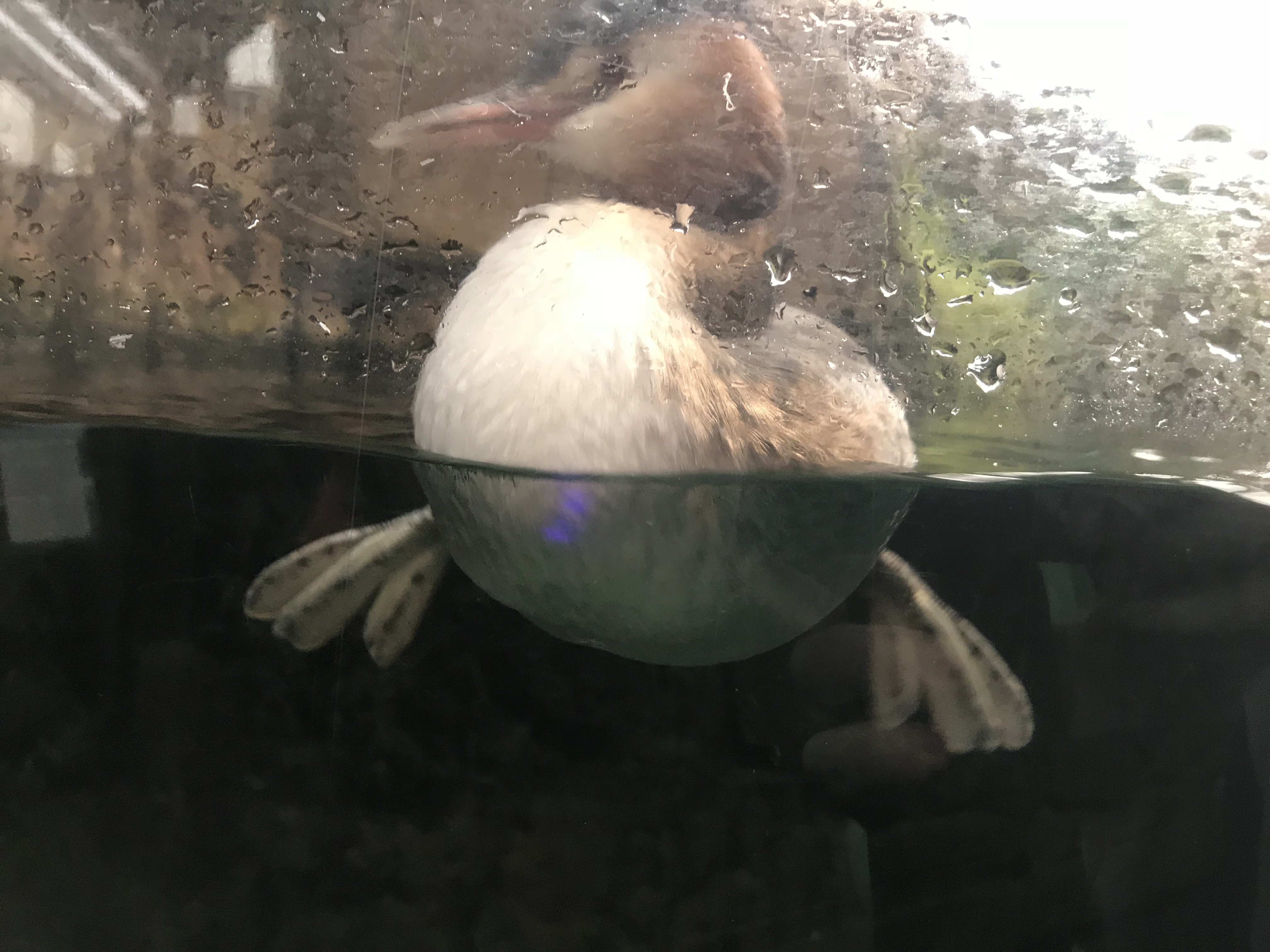
Skäggdoppingens tår är skilda och försedda med simflikar.

### Läte
Skäggdoppingen har en mängd olika djupa, hesa, gutturala och raspiga läten, där flera för tanken till kråkfåglar. Den är talför och högljudd, bland annat med ett rullande krrra-ahrr som hörs långsamt upprepande under parningspelet, tillsammans med hårda långsamma vreck-vreck-vreck. Andra läten är kortare krro och kurrah.

## Systematik och utbredning

### Systematik
Skäggdoppingen beskrevs 1758 av Carl von Linné i tionde upplagan av Systema naturae som Colymbus cristatus. Han placerade arten i den för tiden etablerade ordningen Colymbiformes som omfattade doppingar och lommar, och ibland även vissa alkor. 1787 beskrev John Latham släktet Podiceps. vars namn härstammar ifrån latinets podicis, vilket ungefär betyder "anus" och pes som betyder "fot", och refererar till doppingarnas placering av fötterna nära stjärten. Artepitetet cristatus är latin och betyder ungefär "med tofs" och refererar, precis som dess svenska trivialnamn, till fjäderkråset på huvudet hos den adulta fågeln i häckningsdräkt.
Doppingarna är en distinkt grupp med små till medelstora vattenlevande fåglar, som skiljer sig anatomiskt ifrån alla andra grupper med fåglar, bland annat då de har flikar mellan tårna istället för simhud. Länge trodde man att de var besläktade med lommarna men 1935 visade ornitologen Max Stolpe att dessa båda gruppers likheter beror på konvergent evolution. Numera separeras grupperna och doppingarna kategoriseras som den egna ordningen Podicipediformes. Molekylära, morfologiska och ekologiska studier har visat att doppingarnas närmsta idag levande släktingar utgörs av flamingorna och vidare duvor, flyghöns och mesiter.
Doppingarna delas upp i ett flertal släkten, där det geografiskt mest spridda är skäggdoppingens släkte Podiceps med sina nio arter, varav en nyligen utdöd. Skäggdoppingens närmsta släkting är gråhakedoppingen som förekommer i den tempererade regionen på norra halvklotet.

### Utbredning

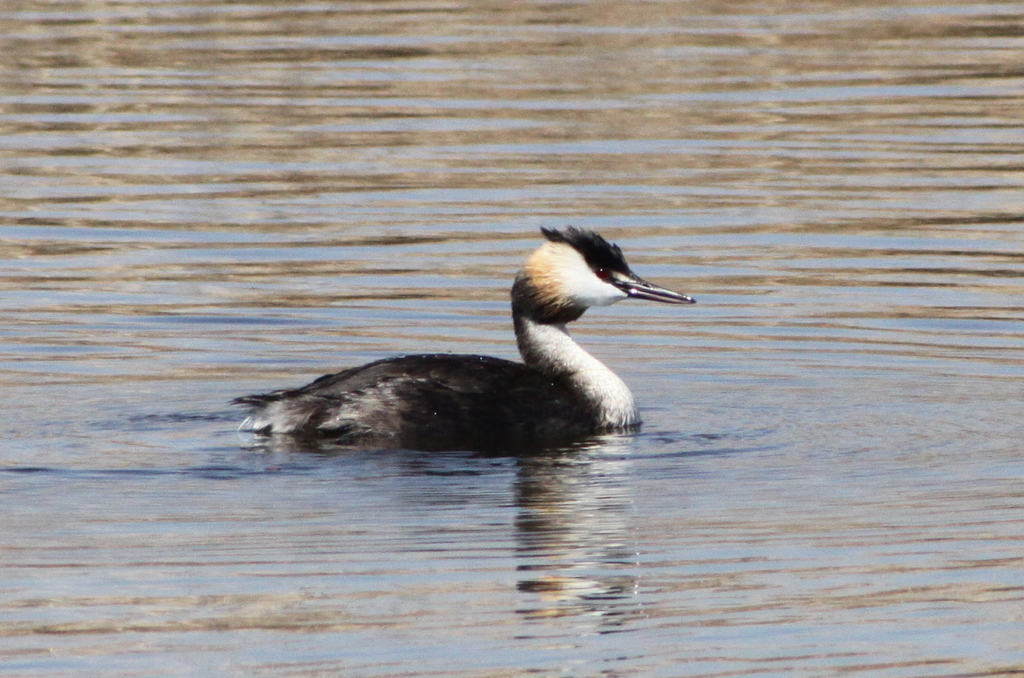
P. c. infuscatus i naturreservatet Marievale i Gauteng i Sydafrika.

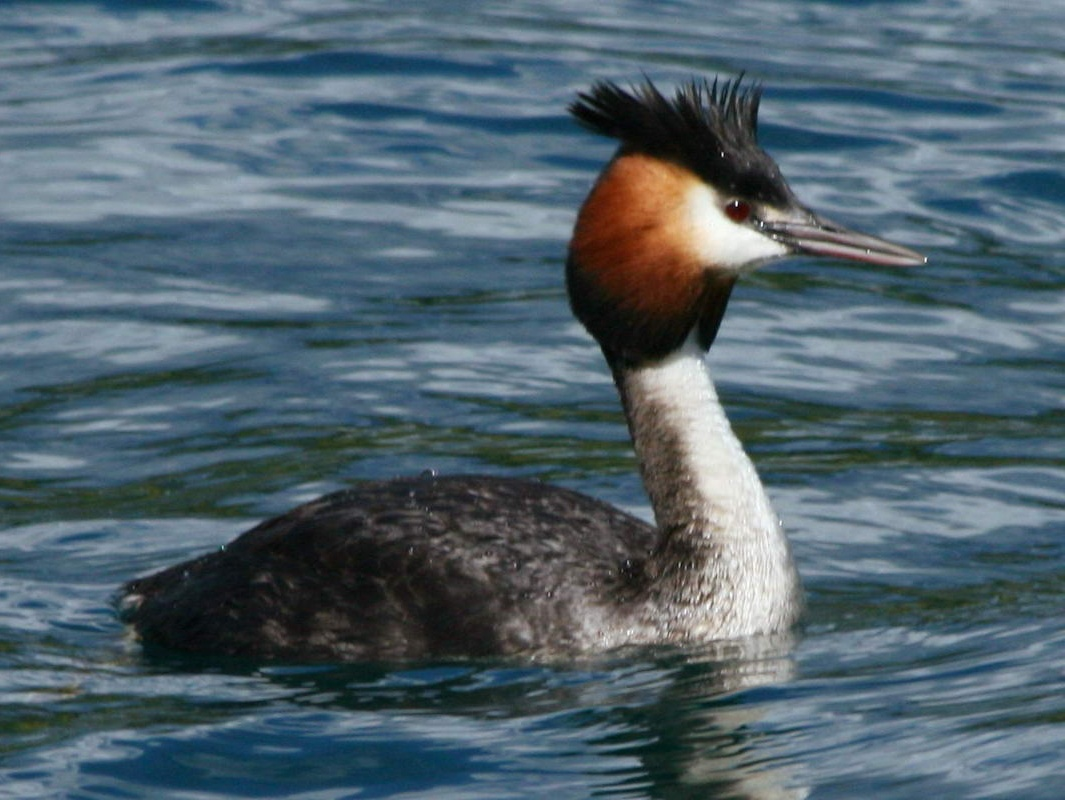
P. c. australis på Nya Zeeland.

Skäggdoppingen har en vidsträckt utbredning och den återfinns över stora delar av Europa och Centralasien, så långt österut som till nordöstra Kina och närliggande områden i Ryssland, och mycket lokalt på norra Honshu. Den häckar även i utspridda kolonier över stora delar av Afrika, från Tunisien och Egypten i norr, på ett fåtal platser i centrala Afrika och vidare i södra Afrika. Fågeln förekommer även i Australien och på Nya Zeeland, men inte i mellanliggande delar av Asien. Merparten av världspopulationen är flyttfåglar, men de flesta är kortflyttande. Bland annat övervintrar den i södra Asien, så långt söderut som Indien, Japan, Korea och östra Kina.

### Underarter
Skäggdoppingen brukar delas in i tre underarter:
- nordlig skäggdopping[17] P. c. cristatus – häckar i Europa, Asien och norra Afrika
- P. c. infuscatus – häckar lokalt i Afrika söder om Sahara
- P. c. australis – häckar i delar av Australien, på Tasmanien och Nya Zeeland

### Skäggdoppingen i Sverige
Skäggdoppingen är Sveriges vanligaste dopping och häckar idag ganska allmänt i sjöar från norra Uppland och söderut. Den häckar också i vikar längs med hela Östersjökusten, ända upp till Bottenviken, vilket är skäggdoppingens absolut nordligaste häckningsområde i hela världen. 

### Skäggdoppingen på Nya Zeeland
Det har diskuterats huruvida den nyzeeländska och den australiska populationen av skäggdopping skulle utgöra två underarter på grund av en viss storleksskillnad och subtila skillnader i fjäderdräkt. Genom fossila fynd av skäggdopping i Taupodistriktet har man konstaterat att arten i varje fall funnits på öarna sedan holocen. Studier har visat att det inte rör sig om två underarter utan att den nyzeeländska formen av skäggdopping tillhör den panaustraliska underarten P. c. australis.

## Ekologi
Skäggdoppingen har precis som gråhakedoppingen en relativt liten vingyta och kan därför inte lyfta direkt från land utan behöver en ganska lång springtur över vattenytan, för att få upp hastigheten innan den kan ta till vingar. Likt alla doppingar är den en mycket skicklig dykare och använder fötterna för att få fart under vattnet. För att styra under vattnet vrider den på fötterna.

### Biotop
Skäggdoppingen häckar i större vassrika, tämligen djupa sjöar med en öppen vattenyta på minst två hektar. Den häckar även i vegetationsrika havsvikar i bräckt vatten. Vintertid förekommer de utmed kusten, på stora isfria sjöar, dammar och stora floder. Skäggdoppingen uppträder ofta mycket öppet på häckningsplats och tillbringar mycket tid simmande, väl synlig på öppna vatten.

### Häckning
På våren anländer paren till häckningsplatsen tillsammans. De häckar ofta i kolonier där de håller ett litet revir i vassen närmast boet medan de nyttjar den öppna vattenytan gemensamt. I början av häckningssäsongen genomför paret ett spektakulärt och ljudligt spel där de lägger sig vända emot varandra med fjäderkragarna uppspärrade, ruskande på huvudet i sidled, ibland med vattenväxter i näbben. Ibland reser de kropparna upp ur vattnet och står, eller närmast "dansar", bröst mot bröst. Boet är en flytande plattform av vass och andra vattenväxter, som förankras i botten och byggs tillsammans av paret. Vid kusten förekommer det ibland bon av tång som placeras i strandkanten. Skäggdoppingen lägger i genomsnitt 3–5 ägg men kullar med 1–7 ägg har observerats. Båda föräldrar ruvar äggen i 25–31 dagar. Från det att ungen kläcks tillbringar den först en relativt lång tid under föräldrarnas vingar och senare på deras ryggar. Detta gör den tills den är för stor. Föräldrarna tar hand om ungarna i 71–79 dagar tills de är flygga. Skäggdoppingen lägger ofta två kullar per häckningssäsong.

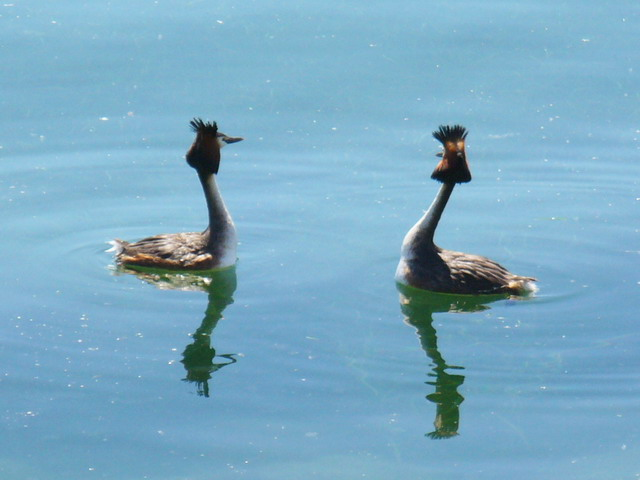
Spelande par
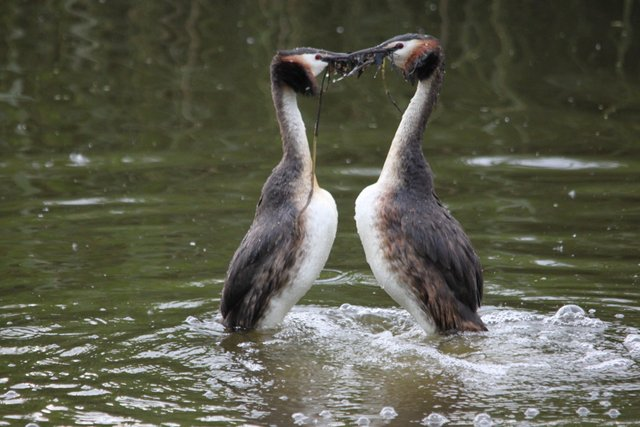
Spelande par
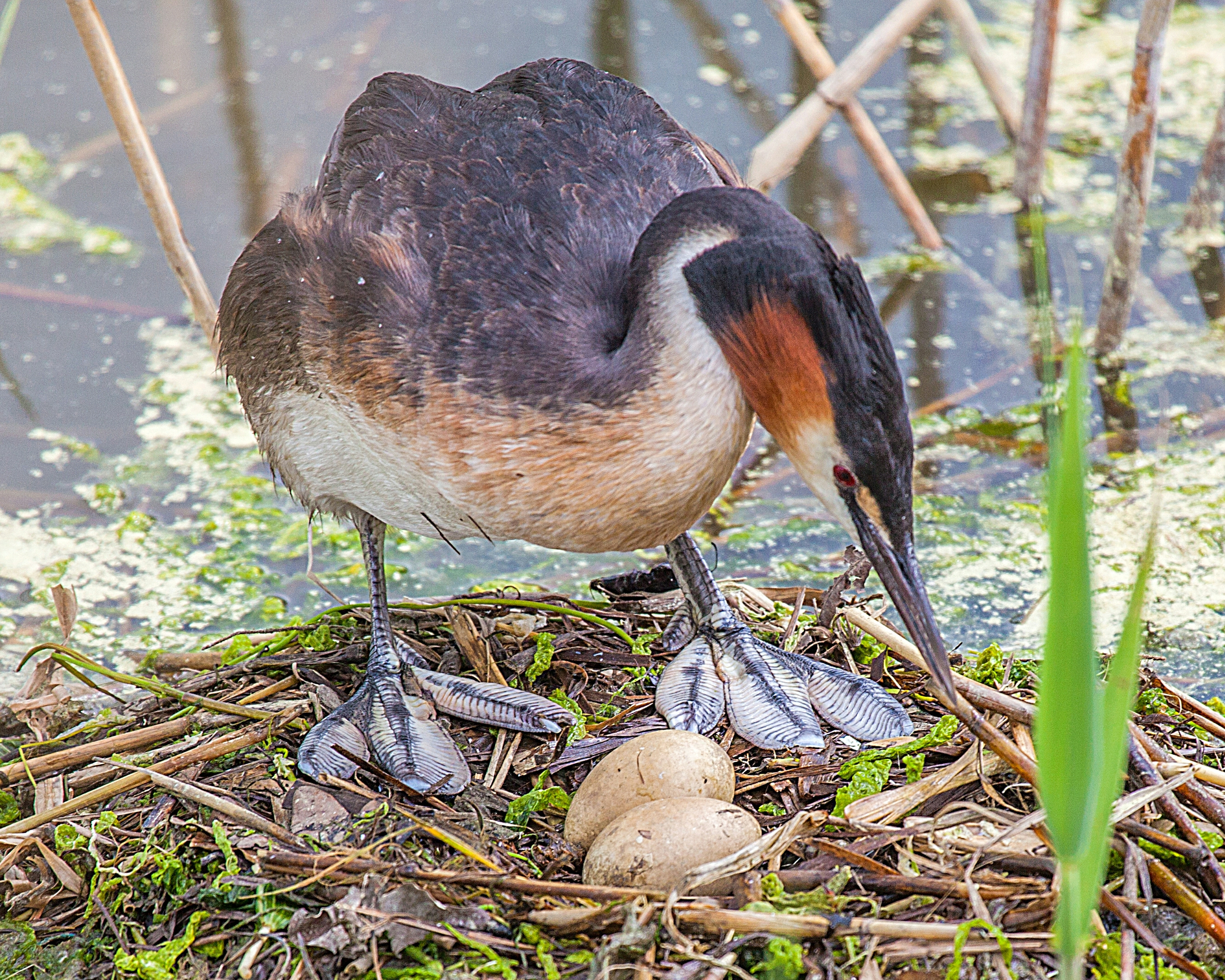
Häckande individ vid boet
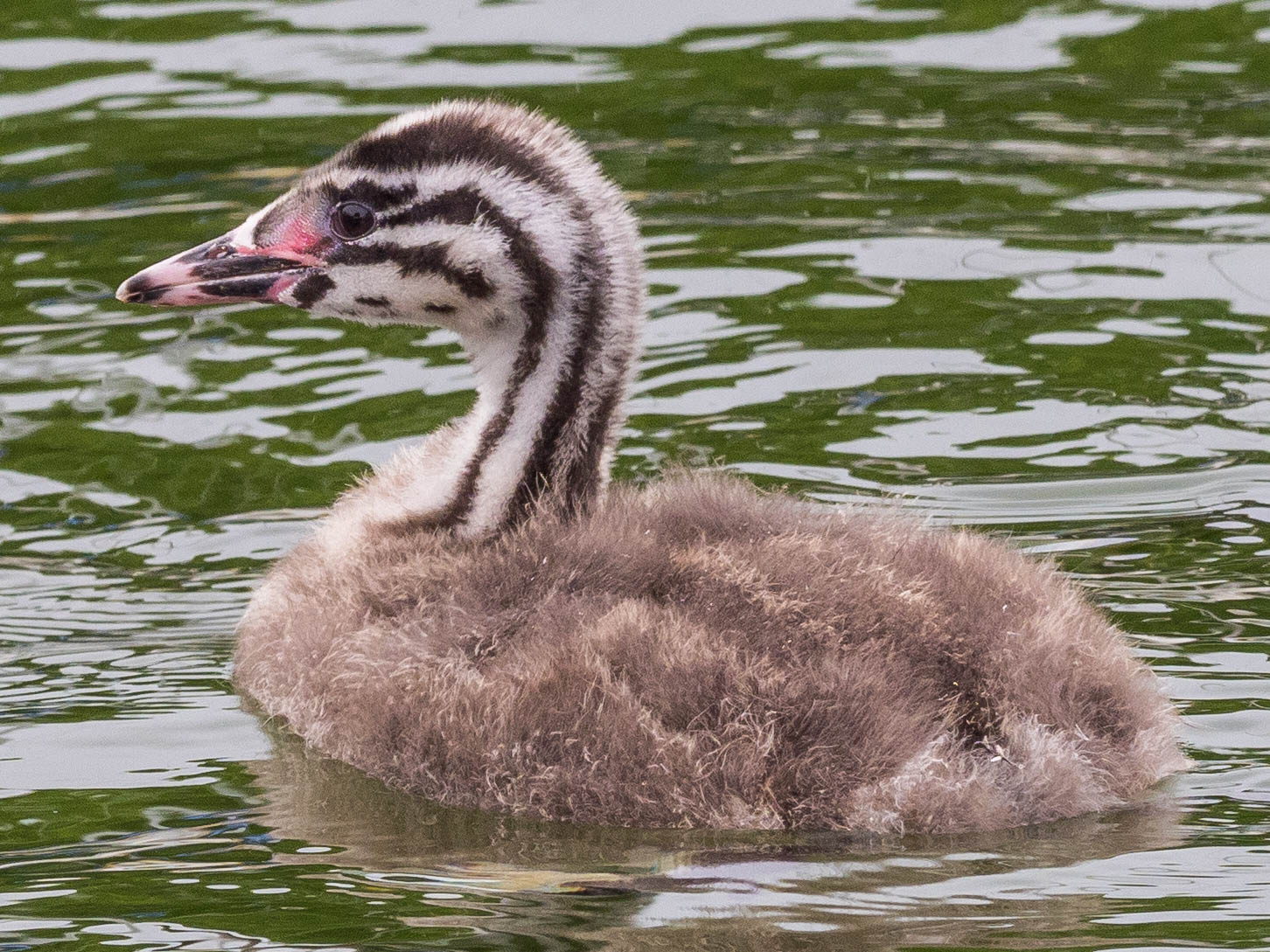
Unge

### Föda

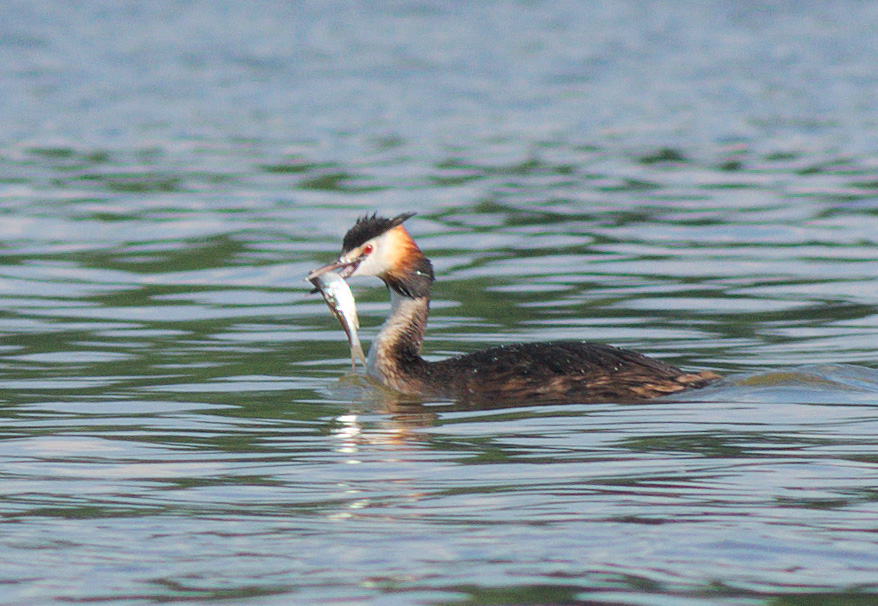
Födosökande skäggdopping

Skäggdoppingen dyker efter föda och är ofta under vatten i 15–20 sekunder. Den lever främst av småfisk, upp till 12 cm stora, men tar även vatteninsekter, grod- och kräftdjur. Den äter också sina egna fjädrar. Orsaken till detta fenomen är omdiskuterat men man tror att fjädrarna underlättar matsmältningen. Precis som hos exempelvis ugglor bildar fjädrarna klumpar tillsammans med fiskben och skalrester, som är osmältbara och som fågeln sedan spyr upp. Fjädrarna kan också hindra vassa fiskben från att tränga ned och skada tarmen.

## Skäggdoppingen och människan

### Status och hot
Skäggdoppingen har ett mycket stort utbredningsområde och en mycket stor global population. Utvecklingstrenden bedöms som positiv varför arten inte anses hotad utan kategoriseras av IUCN som livskraftig (LC).

#### Status på Nya Zeeland
Under de senaste hundra åren har den tidigare vanliga arten på Nya Zeeland minskat kraftigt och från att ha funnits i många sjöar, på både Nord- och Sydön, återfinns den numera bara i ett mindre antal alpina och subalpina sjöar på den senare. I början av 1980-talet uppskattades det bara finnas cirka 250 individer kvar. Främsta orsakerna tros vara predation, kraftiga fluktuationer i vattenståndet på grund av nyttjande av vattenkraft och en ökad användning av sjöar för rekreation.

#### Status i Sverige
Skäggdoppingens utbredning i Sverige har fluktuerat. 1858 skrev Sven Nilsson att den främst förekom i södra Sverige och att den förekom sällsynt i mellersta Sverige, så långt norr ut som till Östergötland. 1926 skrev Alfred Brehm att "skäggdoppingens utbredning i Sverige har under de senaste femtio åren avsevärt utvidgats" och han skriver att den vid denna tid häckade så långt norr ut som Gästrikland. Einar Lönnberg spekulerade i början av 1900-talet om att ökningen i Sverige och i andra västeuropeiska länder berodde på att det under 1860–1880 i södra Sibirien och Turkestan torrlades ett stort antal sjöar. Sett över de senaste 30 åren har det svenska beståndet minskat i antal, men ökat igen de senaste tio till 15 åren. Beståndet anses vara livskraftigt och arten är därför inte upptagen på Artportalens rödlista över hotade arter.

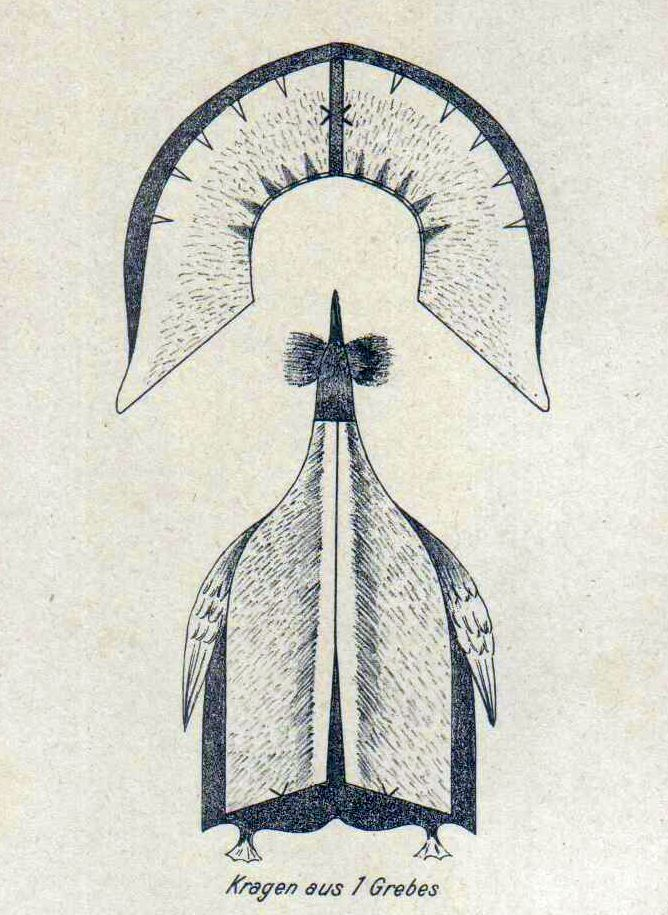
Mönster för krage av skäggdoppingskinn. Ur Handbuch für Kürschner (Handbok för körsnärer) av Heinrich Hanicke från 1895.

### Namn
Skäggdoppingen har tidigare även kallats "stordopping" och vitstrupig dopping. Den har även haft flera dialektala namn som "silkesand" i Skåne och Småland, "doppnäbb", "ålkråka" (vilket den delar med storskarven), "kusk" och "muga" i Sörmland, "döpare" i Närke, "lomand" i Värmland och "fiskand" i Östergötland.
Fågelns vetenskapliga artnamn Podiceps cristatus betyder ungefär "den tofsprydda med långt bak placerade fötter".

### I kulturen
Doppingars täta fjäderdräkt, speciellt de mjuka, silverglänsande bukfjädrarna var länge eftertraktat på exklusiva klädesplagg, åtminstone sedan medeltiden. Utskurna befjädrade skinnbitar applicerades som utsmyckning på främst kragar och manschetter, speciellt på damkläder. De användes även till muffar. Det dialektala namnet "silkesand" i Skåne och Småland är en direkt koppling till detta bruk. Doppingarna jagades sällan som föda utan nästan enbart för "doppingpälsen". Dock påverkade inte jakten artens populationstrend i större utsträckning förrän på 1800-talet då fjäderprydnader av alla sorter blev högsta mode över stora delar av Västvärlden. Den intensiva jakten som följde drev flera populationer i centrala Europa och Storbritannien till gränsen av regional utrotning. Detta ledde i sin tur till fridlysning på flera platser vilket förmodligen räddade arten i Europa. Trots detta utbredda och bruk förekommer det ingen utbredd mytologi, symbolism eller berättartradition kopplade till skäggdoppingen.